# 1847 na literatura

## Nascimentos
| Data          | Nome         | Profissão | Nacionalidade | Observações | Ref |
| ------------- | ------------ | --------- | ------------- | ----------- | --- |
| 14 de Março   | Castro Alves | escritor  | Brasil        | m. 1871     |     |
| 8 de Novembro | Bram Stoker  | escritor  | Irlanda       | m. 1912     |     |

## Mortes
| Data | Nome | Profissão | Nacionalidade | Observações | Ref |
| ---- | ---- | --------- | ------------- | ----------- | --- |